# Färmsnäs
Färmsnäs är en by i Mockfjärds distrikt (Gagnefs socken) i Gagnefs kommun, Dalarnas län (Dalarna). Fram till 2010 klassade SCB Färmsnäs som en småort. Sedan 2015 räknas byn åter igen som en småort.
Byn ligger cirka tre kilometer nordöst om Mockfjärd, och strax norr om E16. Den äldre vägsträckningen gick genom byn.